# Вуэнан
Вуэна́н (фр. Vouhenans) — коммуна во Франции, находится в регионе Франш-Конте. Департамент — Верхняя Сона. Входит в состав кантона Люр-Сюд. Округ коммуны — Люр.
Код INSEE коммуны — 70577.

## География
Коммуна расположена приблизительно в 340 км к юго-востоку от Парижа, в 60 км северо-восточнее Безансона, в 25 км к востоку от Везуля.
По территории коммуны протекают реки Оньон и Раэн.

## Население
Население коммуны на 2010 год составляло 397 человек.
| 1962 | 1968 | 1975 | 1982 | 1990 | 1999 | 2010 |
| ---- | ---- | ---- | ---- | ---- | ---- | ---- |
| 279  | 313  | 335  | 343  | 355  | 404  | 397  |

## Экономика
В 2010 году среди 266 человек трудоспособного возраста (15—64 лет) 200 были экономически активными, 66 — неактивными (показатель активности — 75,2 %, в 1999 году было 69,4 %). Из 200 активных жителей работали 179 человек (91 мужчина и 88 женщин), безработных было 21 (12 мужчин и 9 женщин). Среди 66 неактивных 24 человека были учениками или студентами, 24 — пенсионерами, 18 были неактивными по другим причинам.

## Достопримечательности
- Крест Св. Николая (XVI век). Исторический памятник с 1979 года[3]